# Huachinango a la veracruzana
Le huachinango a la veracruzana (littéralement « vivaneau rouge à la Veracruz ») est un plat à base de poisson typique de Veracruz, au Mexique. Il a été qualifié de plat emblématique de l'État de Veracruz. Il combine des ingrédients et des méthodes de cuisson provenant d'Espagne et du Mexique précolonial . L'utilisation d'olives et de câpres donne une certaine saveur méditerranéenne au plat et témoigne de l'influence espagnole,.
La tradition veut que l'on utilise un vivaneau rouge entier, vidé et écaillé, mariné dans du jus de citron vert, du sel, du poivre, de la noix de muscade et de l'ail. Une sauce est préparée à base d'oignons, d'ail, de tomates, de jalapeños, d'olives et d'herbes, et le poisson est cuit au four avec la sauce jusqu'à ce qu'il soit tendre. Des câpres et des raisins secs peuvent également être utilisés. Si le vivaneau rouge n'est pas disponible, un autre type de poisson de roche peut être substitué. Le plat est traditionnellement servi avec des petites pommes de terre rôties et du riz blanc de style mexicain,.